# 家入昭
家入 昭（いえいり あきら、1928年4月15日 - 2011年4月21日）は、日本の経営者。ブリヂストン社長を務めた。東京都出身。

## 経歴
1953年に東京大学法学部政治学科を卒業し、同年にブリヂストンタイヤに入社。1974年2月に取締役に就任し、1977年1月に常務、1980年3月に専務を経て、1984年4月に副社長に就任し、1985年2月に社長に昇格。社長在任時には、1988年にアメリカのファイアストン社を買収し、ブリヂストンの海外展開を進めていった。1993年3月に特別顧問に就任。
1990年5月に藍綬褒章を受章し、1998年11月に勲二等瑞宝章を受章した。
2011年4月21日肺炎のために死去。83歳没。